# Molnár Imre (pedagógus)
Molnár Imre (Babót, 1920. november 2. – Szigetvár, 1989. március 6.) magyar pedagógus, helytörténész, Szigetvár múltjának egyik legismertebb kutatója.

## Élete és munkássága
A Sopron megyei Babóton (most Győr-Moson-Sopron megye) született 1920. november 2-án. A polgári iskolát Kapuváron, a gimnáziumot Kőszegen, a bencéseknél végezte el. 1942-ben behívót kap, és csaknem hat évig van kinn a fronton, illetve hadifogságban. Ez idő alatt a német- és latinnyelv-tudása mellé az oroszt is elsajátítja. Hazatértét követően, 1949-ben Pécsett dolgozik tanítóként, 1950 és 1954 között a Szakérettségi Tanfolyam igazgatóhelyettese. Folyamatosan képzi magát, így tanítói oklevele mellé előbb orosz, majd pedig magyar–latin szakos tanári diplomát is szerez.
Szigetvárra, élete legfontosabb állomására 1952 szeptemberében kerül. Első megbízatása a várban működő diákotthon vezetése lett, később, egészen nyugdíjazásáig a helyi gimnázium tanára és igazgatóhelyettese volt. A nagy múltú település és a vár atmoszférája jelentős hatást gyakorolt rá, ezért nagy lelkesedéssel vágott bele a helytörténet-kutatásba és a közösségfejlesztésbe. A helyi kulturális élet motorjává vált. Rendbe hozatta az elhanyagolt várparkot, összegyűjtötte, gondozta a nagy várvédő Zrínyi Miklóshoz köthető helyi és népi hagyományokat, kutatta a településrészek és lakosságának múltját. Alapítója és 1984-ig elnöke volt Szigetvár mindmáig legfontosabb kulturális szervezetének, a Várbaráti Körnek, amely az egri kör után az országban másodikként, 1959-ben jött létre. A település 1966-os várossá való nyilvánításában a kör és maga Molnár Imre jelentős szerepet játszott.
Szeretett városáért végzett munkáját, mely egyfajta katalizátorként a helyi kulturális élet szinte valamennyi szegmensére kiterjedt, számtalan díjjal és elismeréssel jutalmazták. 1989. március 6-án hunyt el.

## Díjai, kitüntetései
- Szigetvár Város Díszpolgára
- Az Oktatásügy Kiváló Dolgozója
- Munka Érdemrend, ezüst fokozat
- A Szocialista Kultúráért

## Irodalmi munkássága (válogatás)

### Önálló könyvei
- Szigetvár. Baranya Megyei Idegenforgalmi Hivatal, 1958
- A Szigeti veszedelem elemzése. Szigetvári Várbaráti Kör, 1967
- Szigetvár és környéke. Baranya Megyei Idegenforgalmi Hivatal, 1972, 1975, 1978, 1983, 1989
- Szigetvári kis helytörténet. Szigetvári Várbaráti Kör, 1988
- Molnár Imre válogatott írásai. Szigetvári Várbaráti Kör, 2009

### Fordításai
- Budina Sámuel históriája Szigetvár ostromáról. Szigetvári Várbaráti Kör, 1978
- Leonhardus Frizon: Zrínyi Miklós, a törökök réme. Franciaországi emlékbeszéd 1665-ből latinul és magyarul. Szigetvári Várbaráti Kör, 1969
- Szigetvár eleste 1566-ban és visszafoglalása 1689-ben. Egykorú leírások alapján. Szigetvári Várbaráti Kör, 1980
- Szigetvári levelek a török hódoltság korából. Szigetvári Várbaráti Kör, 1982

### Szerkesztései
- Hogyan halt meg Zrínyi Miklós? Szemelvények török, horvát, magyar forrásokból. Szigetvári Várbaráti Kör, 1966
- Szigetvári várkapitányok levelezése, 1550–1561. Szigetvári Várbaráti Kör, 1971
- A Szigeti veszedelem és költője. Szigetvári Várbaráti Kör, 1997